# Rathaus Lüneburg
Das Rathaus Lüneburg ist der Hauptsitz von Rat und Verwaltung der Hansestadt Lüneburg in Niedersachsen. Der Gebäudekomplex entstand um 1230 und wurde über Jahrhunderte hinweg erweitert. Er ist ein Beispiel mittelalterlicher und frühneuzeitlicher profaner Architektur in Norddeutschland.
Von 1984 bis 1993 war das Lüneburger Rathaus als Kandidat für die Erhebung zum Weltkulturerbe auf der Tentativliste der UNESCO platziert.

## Lage und Größe
Der Lüneburger Rathauskomplex wird von den Straßen Am Markt (östlich), Waagestraße (südlich), Am Marienplatz (westlich) und Am Ochsenmarkt (nördlich) umschlossen. Er gilt mit einer Grundfläche von 5000 m² und 259 Räumen als größtes mittelalterliches Rathaus Norddeutschlands. Bei Führungen können die historisch wertvollsten Teile (Gerichtslaube, Fürstensaal, Bürgermeisterkörkammer, Altes Archiv und Kanzlei, Große Ratsstube) besichtigt werden.

## Bau und Ausstattung

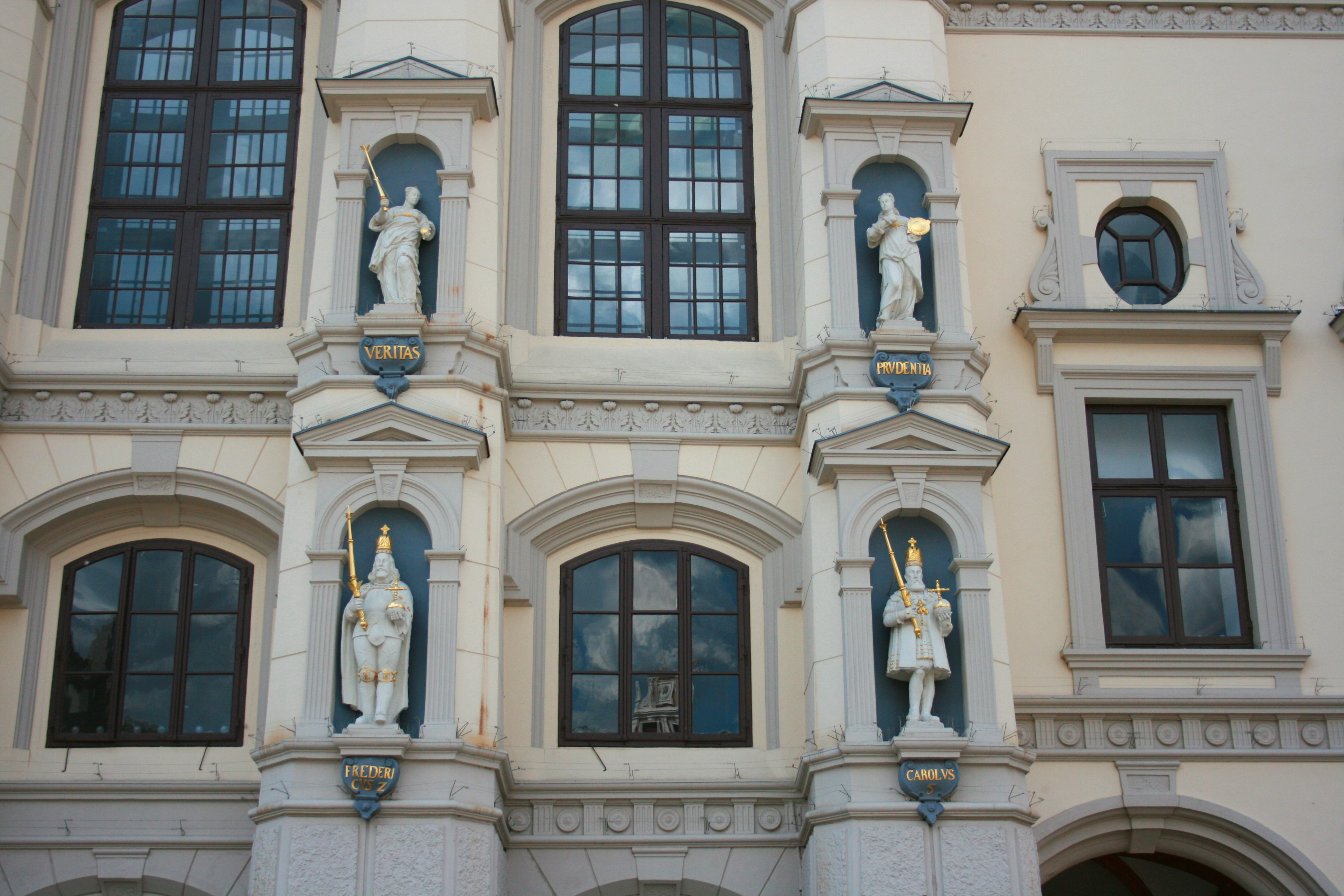
Fassadenfiguren (Auswahl)

Das Gebäudeensemble besteht aus mehreren nach und nach erweiterten Gebäudekomponenten. Die meisten gehören der Norddeutschen Backsteingotik an, die barocke Fassade wurde allerdings erst 1720 fertiggestellt, nachdem die 1703 durch ein Unwetter beschädigte gotische Fassade einsturzgefährdet war und abgerissen wurde. 
An der Marktseite befand sich das Niedergericht. Abgesehen vom Schutz der Fassadenarkaden liegt es frei, sodass die künstlerische Ausgestaltung der Wände frei betrachtet werden kann. Die vorspringenden Mauerwerksteile sind mit zehn aus Sandstein gearbeiteten und teilvergoldeten Figuren geschmückt, die folgende Tugenden oder Personen darstellen: Severitas (=Die Strenge), Veritas (=Die Wahrheit), Clementia, Gloriatur Adversus Iudicium, Prudencia, Iustinianus I, Carolus Magnus, Carolus V, Fredericus Z und Fridericus Rex.
Im achteckigen Turm mit offenen Klangarkaden ist ein Glockenspiel aus Meißner Porzellan mit 41 Glocken installiert, das Lieder des Lüneburger Komponisten Johann Abraham Peter Schulz erklingen lässt. Morgens gegen 8 Uhr ist das Erntelied zu hören, gegen 12 Uhr der Erntetanz aus der Oper Das Erntefest und gegen 18 Uhr das Abendlied („Der Mond ist aufgegangen“).
Das Lüneburger Rathaus hat keine Kriegsschäden erleiden müssen, sodass es bis heute mit prächtigen Kunstschätzen ausgestattet ist.

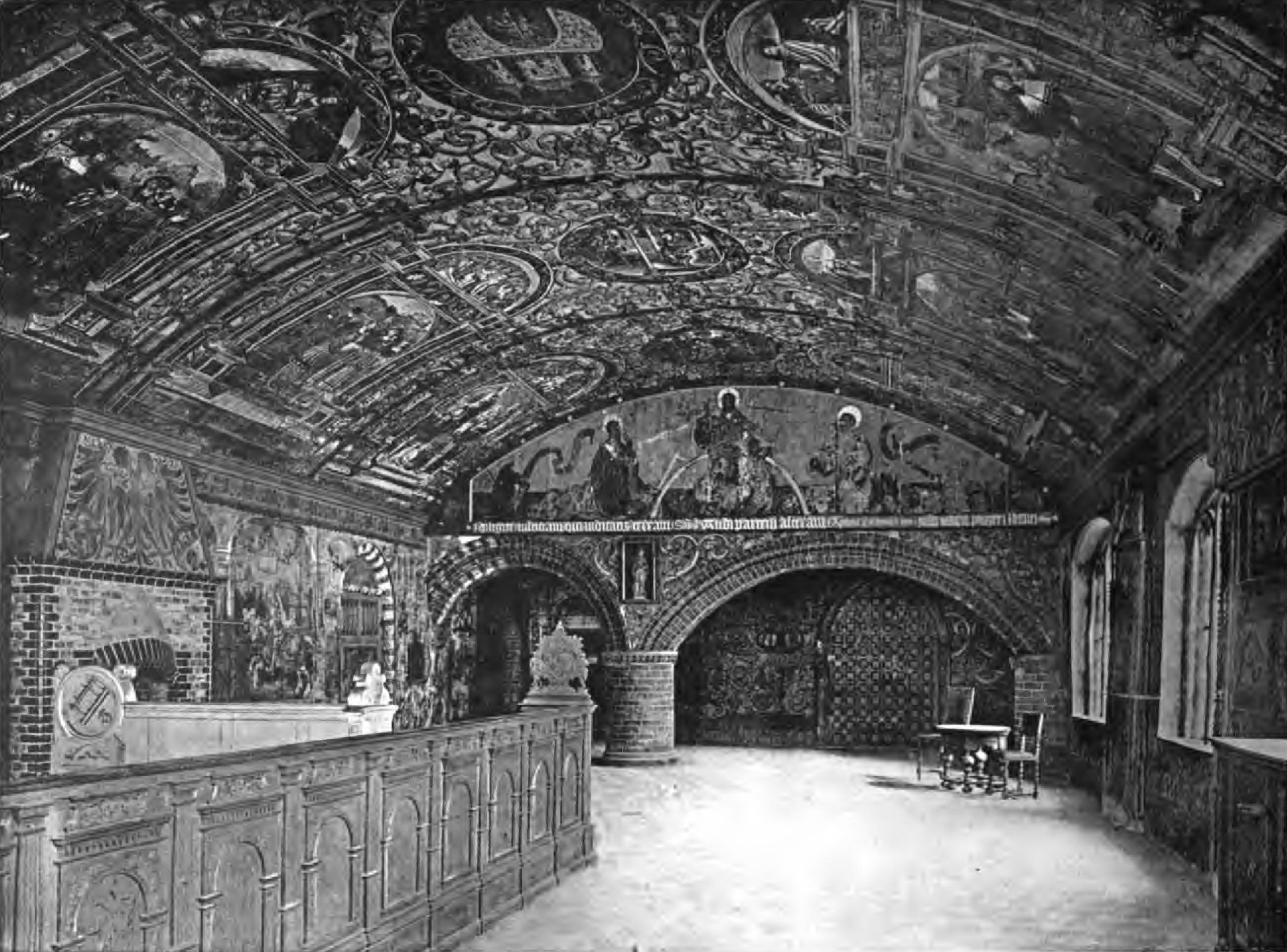
Gerichtslaube um 1900

Die Gerichtslaube zeichnet sich durch Decken- und Wandmalereien aus, von denen ein Wandgemälde des Meisters des Jüngsten Gerichts vom Ende des 15. Jahrhunderts stammt. Der Boden dieses Saals ist noch im Originalzustand des 14. Jahrhunderts. Auch die südlichen Fenstergläser mit den Neun Helden (um 1410) und die Verglasung der Bürgermeister-Körkammer von 1491 sind erhalten. 
Der Fürstensaal wurde als Tanz- und Empfangssaal genutzt. Er ist nach den spätmittelalterlichen Wandgemälden benannt, die die Lüneburger Fürsten darstellen. Der Fürstensaal ist einer der größten säulenfreien Säle seiner Zeit. Heute wird er für Empfänge, Vorträge und Kammerkonzerte genutzt. 
Die Große Ratsstube ist mit reichen Eichenholzschnitzarbeiten von Albert von Soest ausgestattet. Die Wandmalereien stammen von Daniel Frese. Der Saal gilt als Meisterwerk der Renaissance und ist ein Beispiel dafür, wie die Lüneburger Bürger der Mode folgten, ohne das Alte zu zerstören, indem sie immer wieder Anbauten am Rathaus vornahmen.
Der ummauerte Rathausgarten liegt zur Waagestraße und kann tagsüber begangen werden.
Bis 1874 befand sich im Rathaus das Lüneburger Ratssilber, der größte erhaltene Silberschatz einer deutschen Stadt. Es wird heute im Berliner Kunstgewerbemuseum ausgestellt. Im Lüneburger Rathaus sind heute Galvanokopien der Stücke zu sehen.

## Sanierung
Das Rathaus wird in einem längeren Projekt grundsaniert, wobei auch archäologische und architektonische Forschungen berücksichtigt werden. Bis 2024 bzw. 2025 soll die Instandsetzung des Gebäudekomplexes abgeschlossen sein. Im Rahmen des Masterplans wird unter anderem die Haustechnik erneuert und der Brandschutz verbessert.

## Bilder

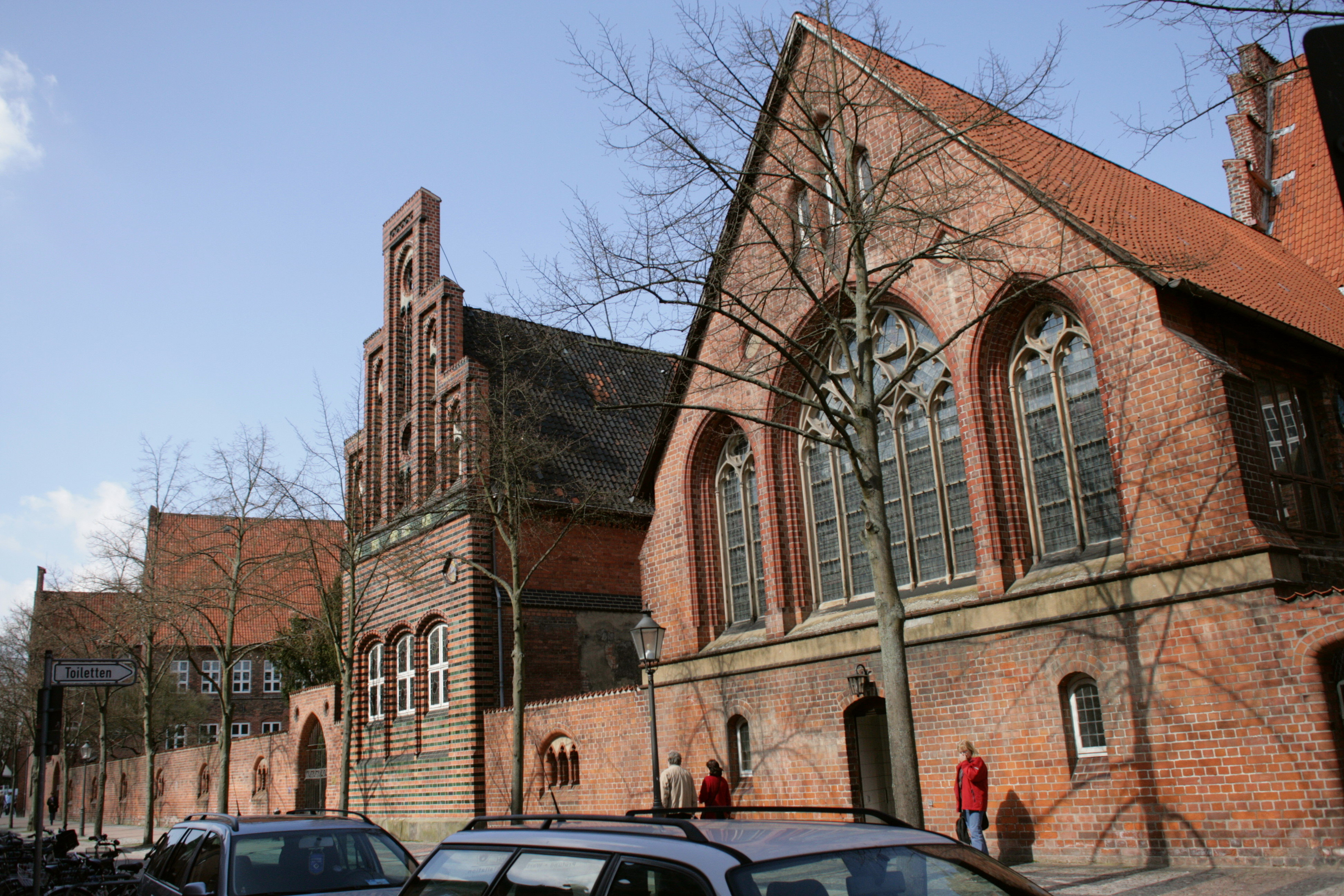
Ansicht Waagestraße mit altem Stadtarchiv und Gerichtslaube
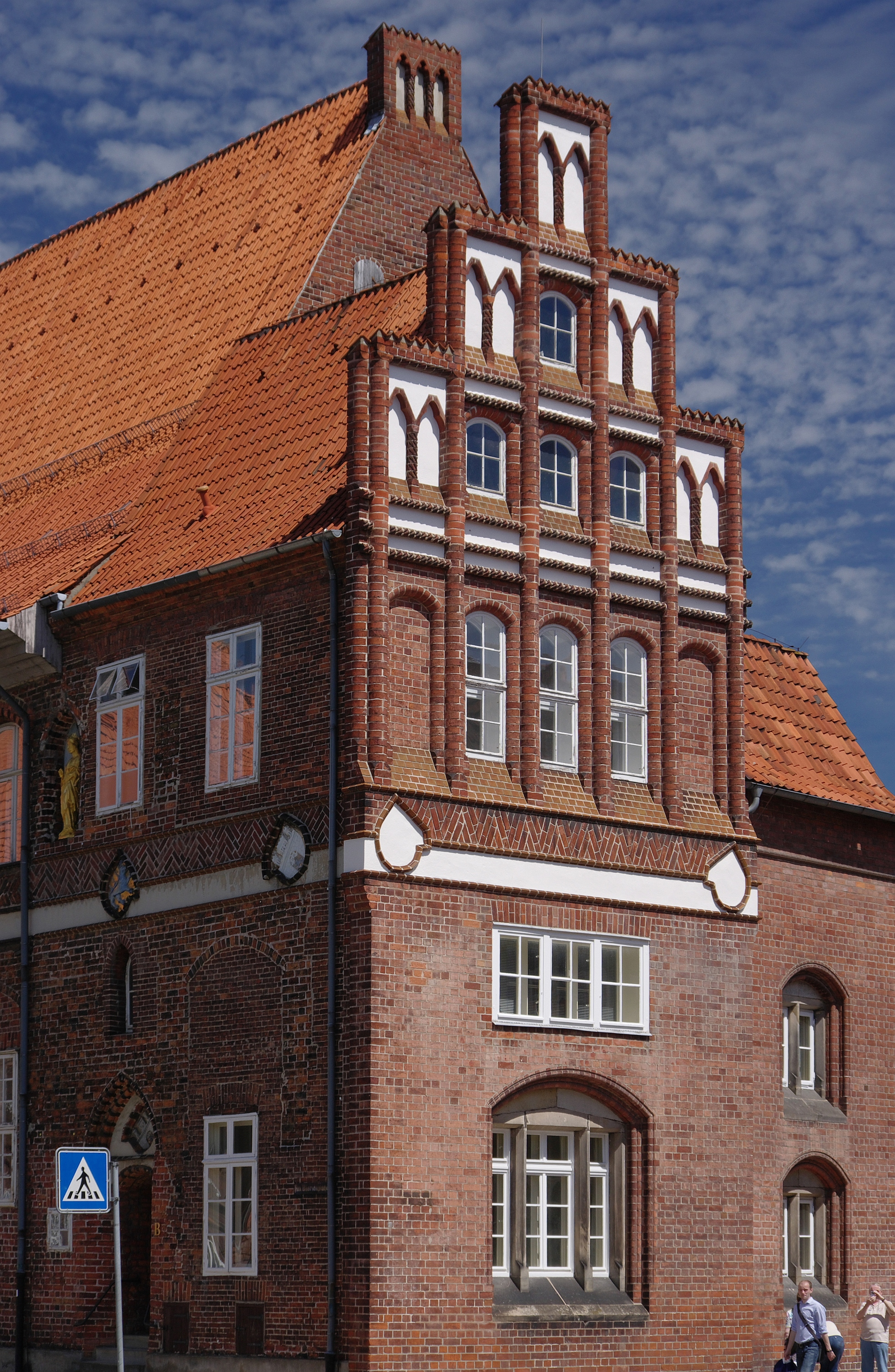
Kämmereiflügel
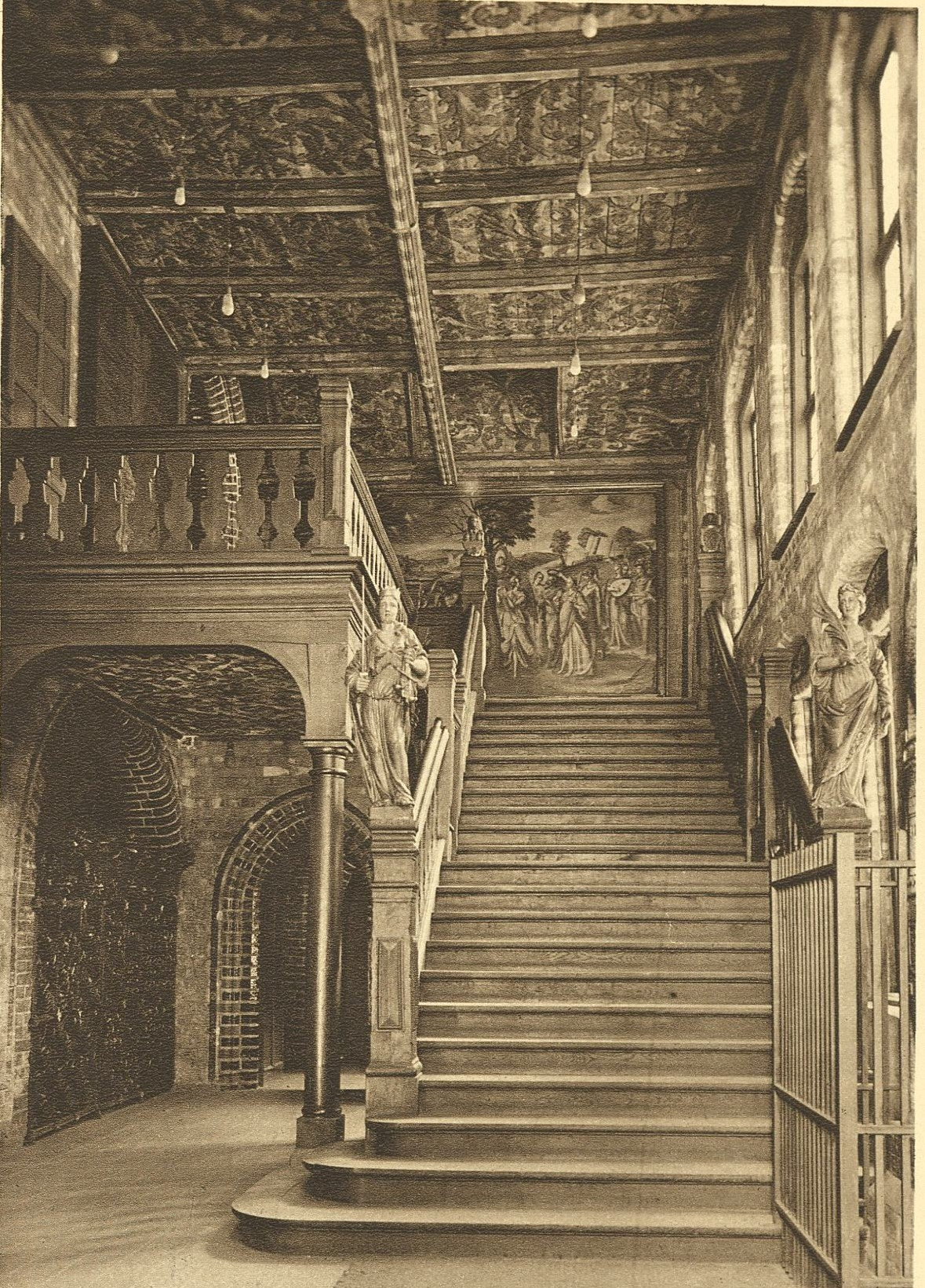
Treppe (1924)
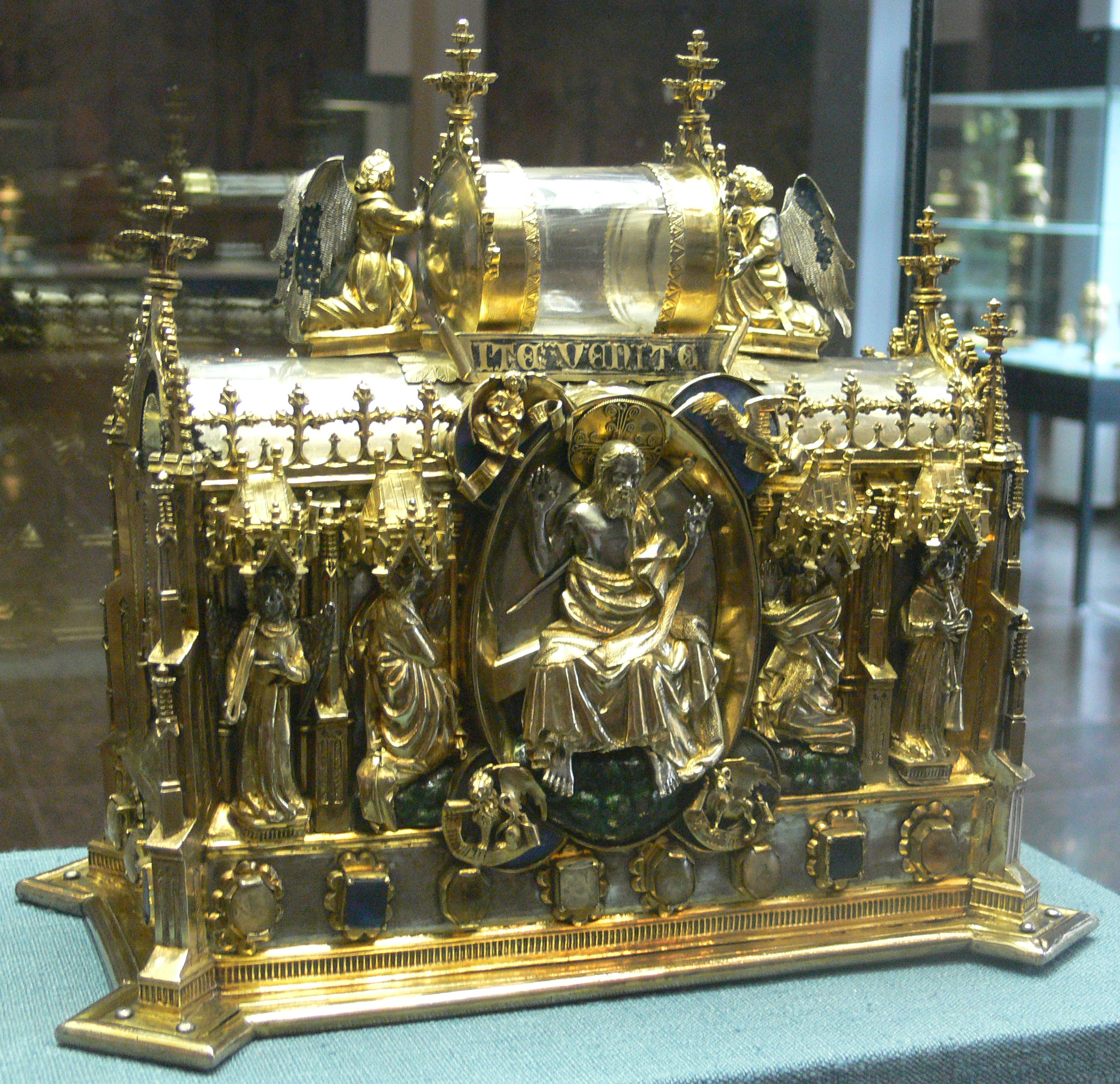
Bürgereidkristall von Hans von Laffert aus dem Lüneburger Ratssilber, jetzt Berlin
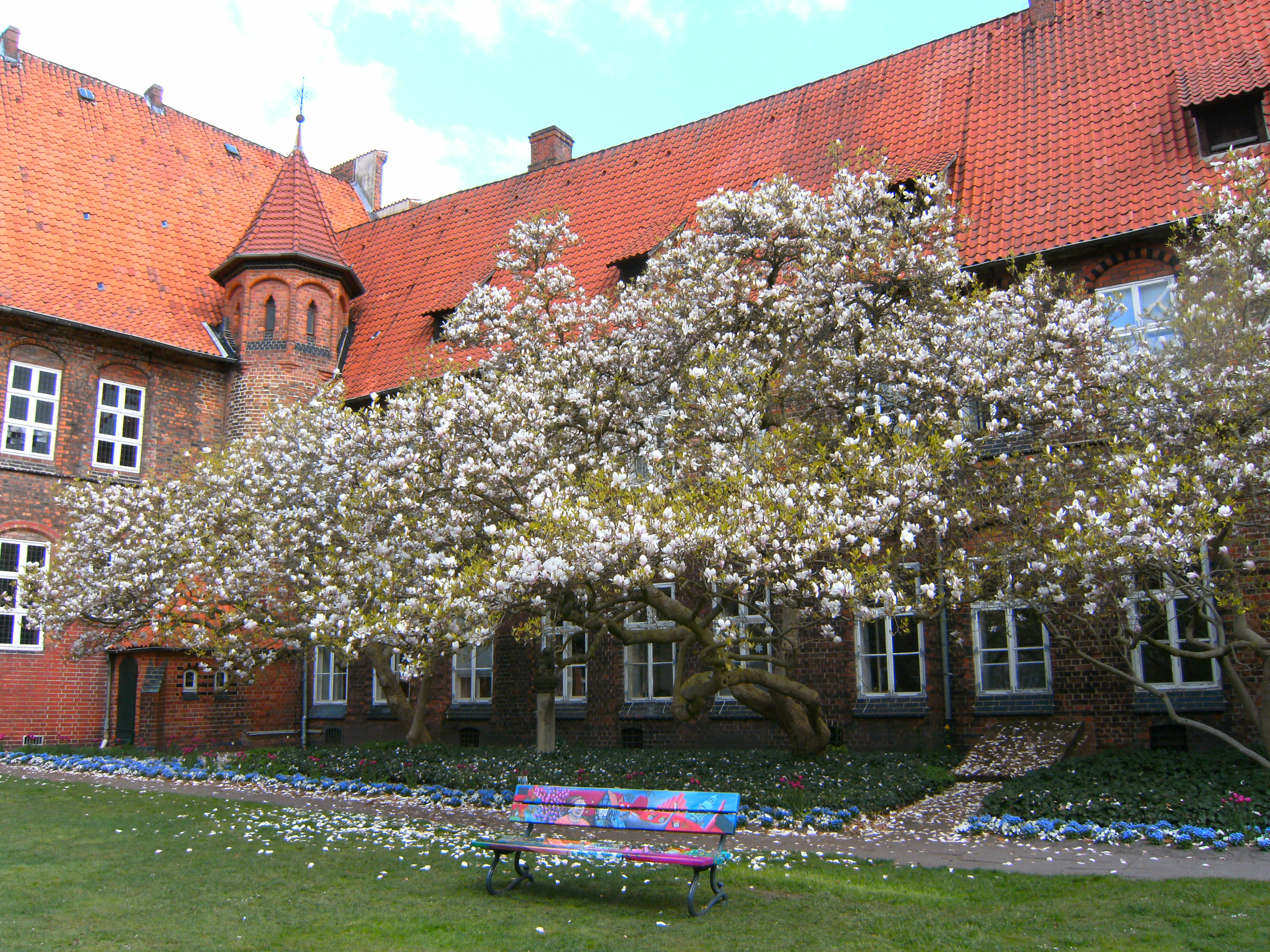
Garten Rathaus Lüneburg mit blühenden Magnolienbäumen